# Alparslan Erdem
Pour les articles homonymes, voir Erdem.
Alparslan Erdem est un footballeur turc et allemand né le 11 décembre 1988 à Vechta dans le land de Basse-Saxe en Allemagne. Il évolue au poste d'arrière latéral gauche reconverti entraîneur. 
Il remporte la Supercoupe de Turquie en 2008 avec Galatasaray, en entrant en jeu à la fin du match.